# Neunkirchen-Formation
Die Neunkirchen-Formation ist in der Erdgeschichte eine lithostratigraphische Gesteinseinheit im Oberkarbon des Saar-Nahe-Beckens. Sie folgt auf die Spiesen-Formation und wird von der St. Ingbert-Formation überlagert. Der untere Teil wird in das Westfalium A datiert, der obere Teil in das Westfalium B (Oberkarbon oder Pennsylvanium).

## Namengebung und Begriffsgeschichte
Die Neunkirchen-Formation tritt im Saar-Nahe-Becken nicht zu Tage, sondern wurde nur erbohrt (Forschungsbohrung Saar 1). Diese wurde im Landkreis Neunkirchen am südlichen Stadtrand von Neunkirchen (Saarland) abgeteuft, daher rührt der Name. Der Begriff wurde 1976 von Hans Wilhelm Weingardt als „Neunkircher Schichten“ in die Literatur eingeführt und später in Angleichung an die Terminologie der Lithostratigraphie in „Neunkirchen-Formation“ geändert.

## Definition, Alter und Ablagerungsraum
Die Liegendgrenze ist der Beginn des kohlenführenden Oberkarbon im Saar-Nahe-Becken, die Obergrenze die Unterkante des Basis-Konglomerates der St. Ingbert-Formation. In der Forschungsbohrung Saar 1 hat sie eine Mächtigkeit von 462 m. Sie besteht aus Grob- bis Feinsandsteinen. Die Formation weist insgesamt einen „fining-upward“-Trend auf, d. h. die Korngröße nimmt tendenziell zum Top der Formation hin. Auch innerhalb der Formation sind mehrere Sequenzen zu beobachten, die jeweils an der Basis gröber sind und nach oben feiner werden („fining upward“-Zyklen). Insgesamt gehören die Kohleflöze 151 bis 106 (von den 151 von der Bohrung Saar 1 durchteuften Kohleflöze) in die Neunkirchen-Formation. Nach dem gefundenen Floreninhalt gehört der untere Teil in das Westfalium A, der obere Teil in das Westfalium B. Dies führte zu einer Unterteilung in eine Untere und eine Obere Neunkirchen-Formation. Nach dieser Abfolge von Sandsteinen ist die Ablagerung in einem anastomosierenden Fluss am wahrscheinlichsten. Nach der STD2005 gehört die gesamte Formation ins Westfalium A (Langsettium).

## Gliederung und Stellung
Die Neunkirchen-Formation wurde von Weingardt (1976) in eine Untere Neunkirchen-Formation und in eine Obere Neunkirchen-Formation unterteilt, die in der Hierarchieebene der lithostratigraphischen Einheiten als Unterformation aufgefasst werden. Sie sind aber sedimentologisch oder lithostratigraphisch nicht zu begründen ist, Schäfer (2005) lehnt sie daher. Die Neunkirchen-Formation ist die unterste Formation der Saarbrücken-Gruppe und die einzige Formation der Unteren Saarbrücken-Subgruppe.